# Josep Sacarés Mulet
Josep Sacarés Mulet (Llucmajor, Mallorca, 1936) és un empresari, geòleg i escriptor mallorquí.
Sacarés estudià geologia de forma autodidàctica i realitzà, en una primera etapa (dècades de 1960 i 1970), estudis de diferents zones de Mallorca amb el suport de la Societat d'Història Natural de les Balears i en col·laboració amb altres geòlegs professionals com ara Guillem Colom Casasnovas i Joan Cuerda i Barceló. A part dels seus articles científics destaquen les seves obres Pla i muntanya, una geologia del terme de Llucmajor (1989) i El quaternari al Migjorn de Mallorca (1990), redactats conjuntament amb Joan Cuerda.
En una segona etapa es decantà per treballs de caràcter etnogràfic-costumista, destacant els treballs Temps d'ametles (1990) i S'Ermità Biel (1994), i sobre agricultura, com Les figueres mallorquines (1994), en col·laboració amb Josep Rosselló i Joan Rallo.